# Norische Alpen
Norische Alpen ist ein Sammelbegriff für Teile der Ostalpen, mit sehr verschiedenen Konzepten. Er findet sich in diversen historischen Alpengliederungen, wird im außerdeutschen Raum aber auch bis heute verwendet.

## Alpes Noricae der Römerzeit und des Mittelalters
Der Begriff Norische Alpen (Alpes Noricae) entstammt der Römerzeit und bezeichnet die Berge der Provinz Noricum in Tirol und Bayern (im weiteren Sinne des keltischen Stammesgebietes). Auch in der karolingischen Divisio Regnorum von 806 wird der transalpine Passweg ausdrücklich als „per alpes Noricas“ benannt.

## Historisches Konzept des 19. Jahrhunderts
Der Begriff wurde im 19. Jahrhundert für eine Dreiteilung der Ostalpen in Norische Alpen, Karnische Alpen (A. Carnicae) und Julische (A. Juliae) oder Krainer-Alpen verwendet. Dabei erstrecken sich diese drei Gruppen über folgende Gebirgsgruppen, wie sie die heutige Alpenvereinseinteilung der Ostalpen (AVE) gibt:
- die Juliae vom Triglav (alt: Terglu) bis an die Dinarischen Alpen (Dinariden) – der heutige Begriff Julische Alpen entspricht dem noch weitgehend
- die Carnicae entlang der Drau bis an die Save (alt: Sau) – das sind die heutigen Karnischen Alpen (die danach noch immer auch karnischer Hauptkamm genannt werden), die Gailtaler Alpen, die Karawanken, Steiner Alpen (Kamniške bzw. Savinjske Alpe ‚Save-Alpen‘) und das Bachergebirge (Pohorje)
- und die Noricae das ganze Gebiet von der Donau an die Drau (also die heutigen östlichen Nord- und Zentralalpen, wobei seinerzeit die Westgrenze der Ostalpen an der Dreiherrenspitze gesehen wurde).

Die klassische Einteilung der Norischen Alpen erfolgte in:
- Österreichische Alpen (Ober- und Niederösterreichische Alpen einschließlich Wienerwald)
- Salzburger Alpen einschließlich Salzkammergutalpen
- Steirische Alpen (Steiermark und Kärnten)
- Trientinische Alpen (östliches Trient)

## Veraltetes Konzept im deutschsprachigen Raum
Später fasst man die Norischen Alpen nurmehr als eine Alpengliederung südlich des Alpenhauptkammes auf und zählt dazu die Gurktaler und Seetaler Alpen, Saualpe, Koralpe, Poßruck (Kozjak) – also den Südwestteil der Lavanttaler Alpen – und das Bachergebirge. Damit liegen die Norischen Alpen zwischen Drau und Mur (ohne die Grazer Stadtberge im Murknie), höchster Gipfel wäre der Eisenhut mit 2441 m. Auch dieser Begriff ist heute ungebräuchlich geworden.

## Alpi Noriche/Alpes noriques der Partizione delle Alpi 1926

Partizione delle Alpi: 17 Alpi Noriche

Heute noch in Verwendung ist der Name aber in der Partizione delle Alpi 1926, der in Italien und Frankreich, teils auch der Schweiz üblichen Alpeneinteilung. Hier umfasst die Gruppe Alpi Noriche/Alpes noriques mit der Nummer 17 die Bereiche der Ostalpen zwischen Sill (Brennerpass) im Westen, Salzach–Enns–Palten–Schoberpass–Liesing-Längstalfurche im Norden, Mur–Obdacher Sattel–Lavant in Osten, und Eisack–Drau-Furche im Süden, also die östlichen Zentralalpen (nach österreichischem Sprachgebrauch). Damit ist der Großglockner (3798 m ü. A.) der höchste Berg der Gruppe.
Sie teilt sich in:
- 17a Tuxer Alpen (Alpi oder Prealpi del Tux/Alpes oder Préalpes de Tux, auch Alpi Breonie orientali/Alpes breonies orientales‚ östliche Brenneralpen‘)
- 17b Zillertaler Alpen (Alpi della/Alpes de Zillertal)
- 17c Hohe Tauern (Alti Tauri)
- 17d Niedere Tauern (Bassi Tauri)
- 17e Kärntner Alpen (Alpi Carinziane) – das sind die Gurktaler und Lavanttaler Alpen (Alpi della/Alpes de Gurktal und Alpi della/Alpes de Lavanttal)

Angrenzende Gruppen sind 11. Rätische Alpen (Alpi Retiche/Alpes Rhétiques)  im Westen, 15. Bayerische Alpen ([Pre-]Alpi Bavaresi/[Pré-]Alpes Bavaroises), 22. Salzburger Alpen ([Pre-]Alpi Salisburghesi/[Pré-]Alpes de Salzbourg) und 23. Österreichische Alpen ([Pre-]Alpi dell'Austria/[Pré-]Alpes d’Autriche) im Norden, 24. Steirische Voralpen (Prealpi di Stiria/Préalpes de la Styrie) im Osten, und 18. Dolomiten (Dolomiti/Dolomites), 19. Karnische Alpen (Alpi Carniche/Alpes carniques), 21. Karawanken (Caravanche/Karavanke) im Süden.

## Alpi Noriche/Alpi Aurine/Alpi di Stiria e Carinzia der SOIUSA

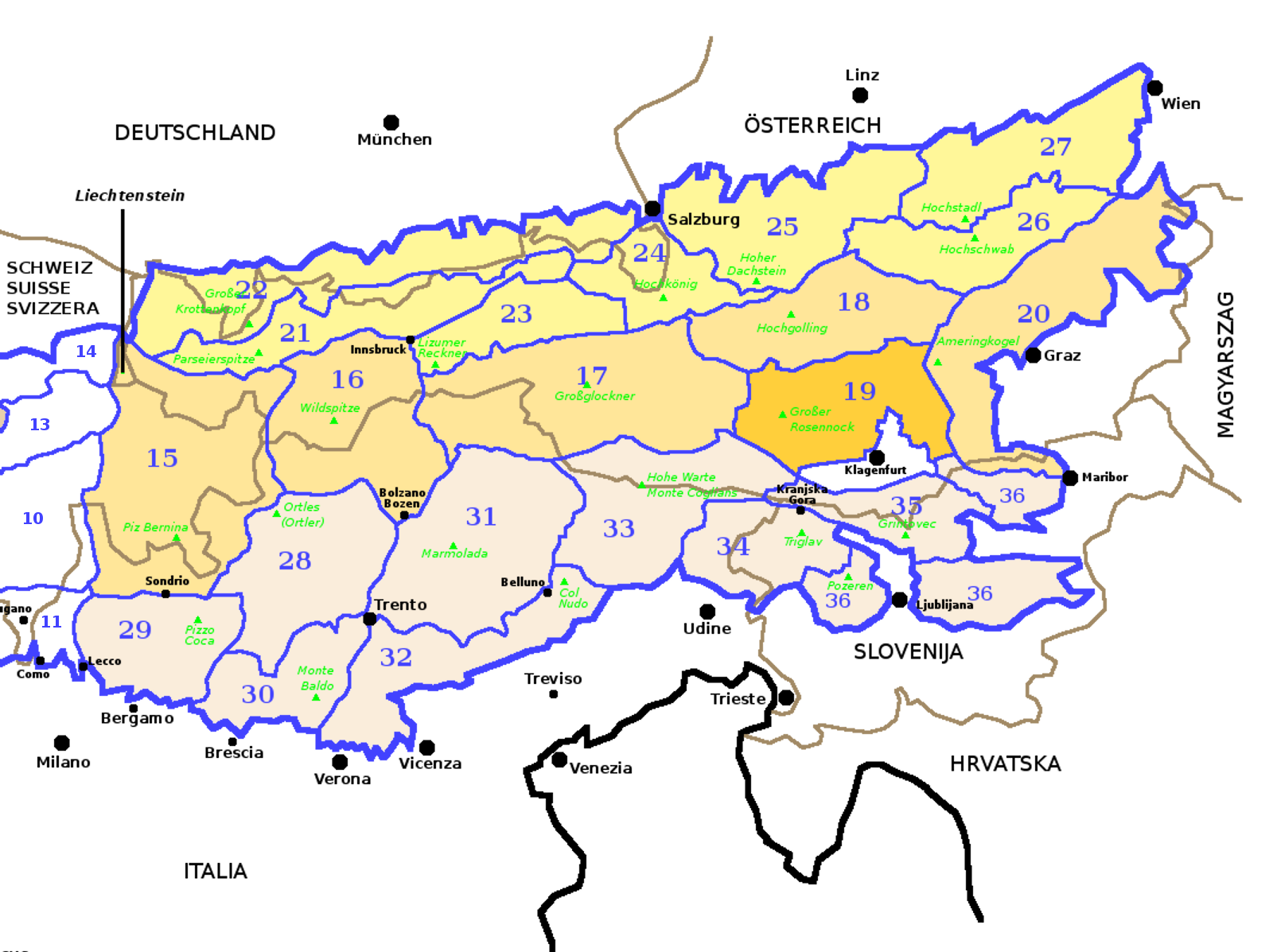
SOIUSA Sezione 19 Alpi Noriche

Nach der neuerdings propagierten Suddivisione Orografica Internazionale Unificata del Sistema Alpino (SOIUSA), die die italienisch/französische und die deutsch/österreichische Einteilung zu vereinen sucht, wird als Untergruppe 19 Alpi Noriche (auch Alpi Aurine oder Alpi di Stiria e Carinzia ‚Steirisch-Kärntnerische Alpen‘) geführt. Diese Gruppierung umfasst nur das Gebiet Gurktaler Alpen südöstlich der Turracher Höhe und Lavanttaler Alpen, der höchste Berg ist dann der Große Rosennock (2440 m ü. A.). Sie ist dann ebenfalls vollständig Teil der Zentralalpen.